# Kirkby Overblow
Kirkby Overblow – wieś w Anglii, w hrabstwie North Yorkshire, w dystrykcie (unitary authority) North Yorkshire. Leży 28 km na zachód od miasta York i 286 km na północ od Londynu. W 2001 miejscowość liczyła 476 mieszkańców.